# Aurora Cannabis

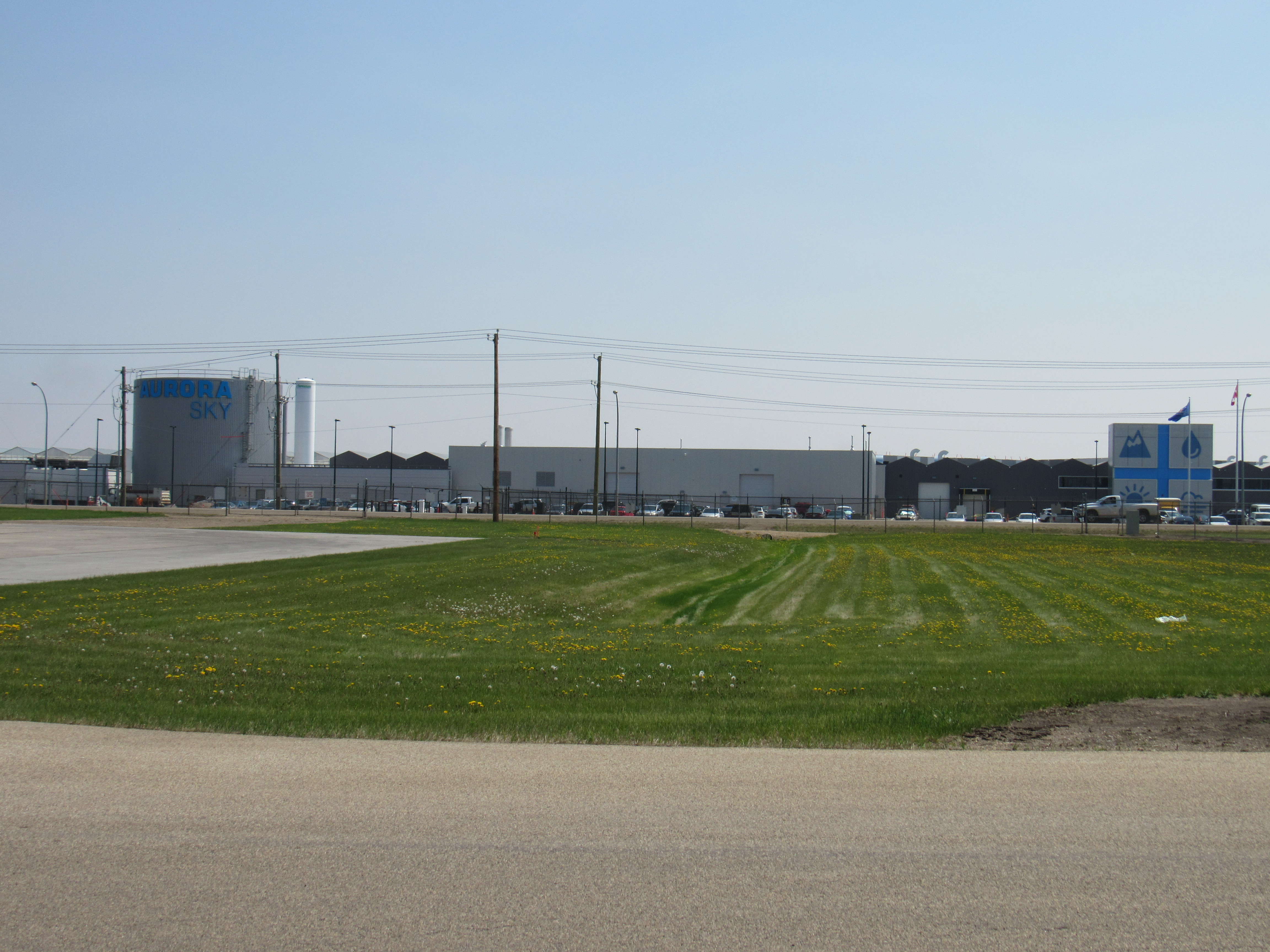
Hauptsitz und Gewächshäuser von Aurora beim Edmonton International Airport

Aurora Cannabis Inc. ist ein börsennotierter Produzent von Cannabis und medizinischem Marihuana mit Sitz im kanadischen Edmonton. Das Unternehmen operiert in 24 Ländern auf 5 Kontinenten. In Deutschland ist Aurora Cannabis vertreten durch die Aurora Deutschland GmbH.

## Unternehmensgeschichte
Das Unternehmen Aurora Cannabis wurde im Jahr 2006 von Terry Booth, Steve Dobler, Dale Lesak und Chris Mayerson gegründet. Eine erste Produktionsanlage entstand in Mountain View County, Alberta. Seitdem ist das Unternehmen stetig gewachsen und betreibt aktuell 15 Produktionsanlagen in 4 Ländern (neben Kanada in Dänemark, Uruguay und Portugal). 2017 übernahm Aurora Cannabis das deutsche Unternehmen Pedanios GmbH, welches infolgedessen in Aurora Deutschland GmbH umbenannt wurde. Im März 2019 erhielt Aurora Cannabis im Vergabeverfahren für den Anbau von medizinischem Marihuana in Deutschland durch das Bundesinstitut für Arzneimittel und Medizinprodukte den Zuschlag auf 5 von insgesamt 13 Losen.
Bei Leuna in Sachsen-Anhalt entsteht daher nun die erste Produktionsanlage von Aurora Cannabis in Deutschland. Ab Oktober 2020 soll dort jährlich eine Tonne Cannabis für den deutschen Markt produziert werden.

## Produkte auf dem deutschen Markt
| Name                                   | STRAIN            | THC | CBD | Bestrahlt | Genetik | Herkunft |
| Aurora 1/12 Cannatonic DNK             | Cannatonic        | 1   | 12  | Ja        | Hybrid  | Dänemark |
| Aurora 20/1 Pink Kush DNK              | Pink Kush         | 20  | 1   | Ja        | Indica  | Dänemark |
| Aurora 22/1 Delahaze DNK               | Delahaze          | 22  | 1   | Ja        | Sativa  | Dänemark |
| Pedanios 16/1 Tangerine Dream TNG DK   | Tangerine Dream   | 16  | 0.9 | Ja        | Sativa  | Dänemark |
| Pedanios 20/1 LA Confidential DNK      | LA Confidential   | 20  | 0.9 | Ja        | Indica  | Dänemark |
| Pedanios 22/1 Ghost Train Haze DNK     | Ghost Train Haze  | 22  | 0.9 | Ja        | Sativa  | Dänemark |
| Pedanios 8/8 Equiposa DNK              | Equiposa          | 8   | 8   | Ja        | Hybrid  | Dänemark |
| Aurora 1/16 VSP CA Vespera             | Vespera           | 1   | 16  | Ja        | Indica  | Kanada   |
| Pedanios 10/10 EQI CA Equiposa         | Equiposa          | 10  | 10  | Ja        | Hybrid  | Kanada   |
| Pedanios 18/1 Sour Tangie              | Sour Tangie       | 18  | 0.9 | Ja        | Sativa  | Kanada   |
| Pedanios 24/1 LAC CA LA Confidential   | LA Confidential   | 24  | 0.1 | Ja        | Indica  | Kanada   |
| Pedanios 26/1 EHD CA Electric Honeydew | Electric Honeydew | 26  | 0.1 | Ja        | Hybrid  | Kanada   |
| Pedanios 27/1 Farm Gas FRG             | Farm Gas          | 27  | 0.9 | Ja        | Indica  | Kanada   |
| Pedanios 29/1 Sourdough SRD CA         | Sourdough         | 29  | 0.9 | Ja        | Hybrid  | Kanada   |